# Нижнє Косьмово
Нижнє Косьмово (рос. Нижнее Косьмово) — присілок в Перемишльському районі Калузької області Російської Федерації.
Населення становить 4 особи. Входить до складу муніципального утворення Село Ахлебиніно.

## Історія
Від 2004 року входить до складу муніципального утворення Село Ахлебиніно

## Населення
| 2002 | 2010 |
| ---- | ---- |
| 4    | →4   |